# Itaara

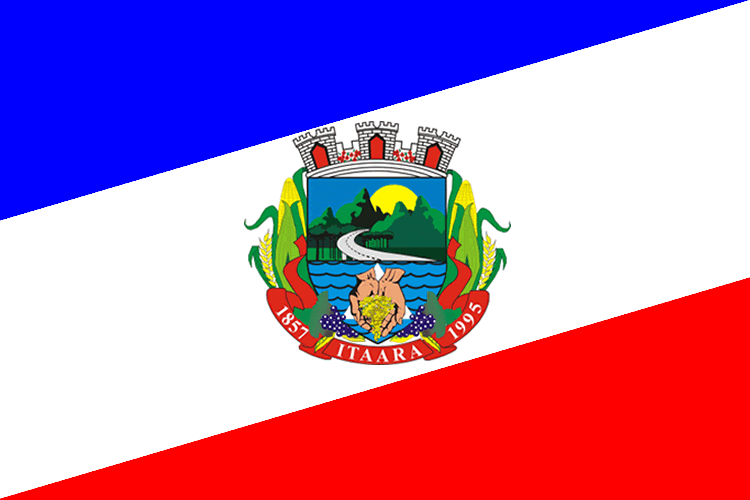
Bandera de Itaara.

Itaara es un municipio brasileño del estado de Rio Grande do Sul.
Se encuentra ubicado a una latitud de 29º36'35" Sur y una longitud de 53º45'53" Oeste, estando a una altitud de 425 metros sobre el nivel del mar. Su población estimada para el año 2004 era de 5.024 habitantes.
Ocupa una superficie de 172,72 km².
- Datos: Q1757446
- Multimedia: Itaara / Q1757446